# IZombie
iZombie est une série télévisée américaine en 71 épisodes de 42 minutes développée par Rob Thomas et Diane Ruggiero-Wright d'après la série de comic book éponyme de Chris Roberson et Mike Allred, diffusée du 17 mars 2015 au 1er août 2019 sur le réseau The CW, et au Canada depuis le 18 mars 2015 sur le service Shomi puis sur Netflix.
En France, les deux premières saisons de la série ont été diffusées à partir du 27 novembre 2015 sur France 4,, puis la saison 3 a commencé à être diffusée par la nouvelle chaîne Warner TV. Au Québec, elle est diffusée depuis le 1er mars 2016 sur VRAK. Elle était disponible sur Netflix. La série a été retirée le 5 septembre 2024.

## Synopsis
Olivia « Liv » Moore est une étudiante en médecine transformée en zombie à la suite d'une soirée arrosée qui a mal tourné. Aujourd'hui, Olivia est médecin légiste et ce métier lui permet de calmer sa faim en se nourrissant de cerveaux des défunts. Mais, à chaque bouchée, elle hérite des souvenirs de la personne, ainsi que d'une partie des capacités physiques et mentales. Elle décide de se servir de ses nouvelles capacités et de ce don pour aider l'inspecteur Clive Babineaux à résoudre des affaires criminelles.

## Distribution

### Acteurs principaux
- Rose McIver (VF : Kelly Marot) : Olivia « Liv » Moore
- Malcolm Goodwin (VF : Diouc Koma) : Détective Clive Babineaux
- Rahul Kohli (VF : Tanguy Goasdoué) : Dr Ravi Chakrabarti
- Robert Buckley (VF : Axel Kiener) : Major Lilywhite
- David Anders (VF : Denis Laustriat) : Blaine « DeBeers » McDonough
- Alyson Michalka (VF : Stéphanie Hédin) : Peyton Charles (récurrente saisons 1 et 2, principale depuis la saison 3)
- Robert Knepper (VF : Christian Visine) : Angus McDonough (récurrent saisons 2 et 3, principal saison 4)
- Bryce Hogdson (VF : Benjamin Gasquet) : Don Eberhard (invité saison 1, récurrent saisons 2 à 4, principal saison 5)

Photos des acteurs principaux
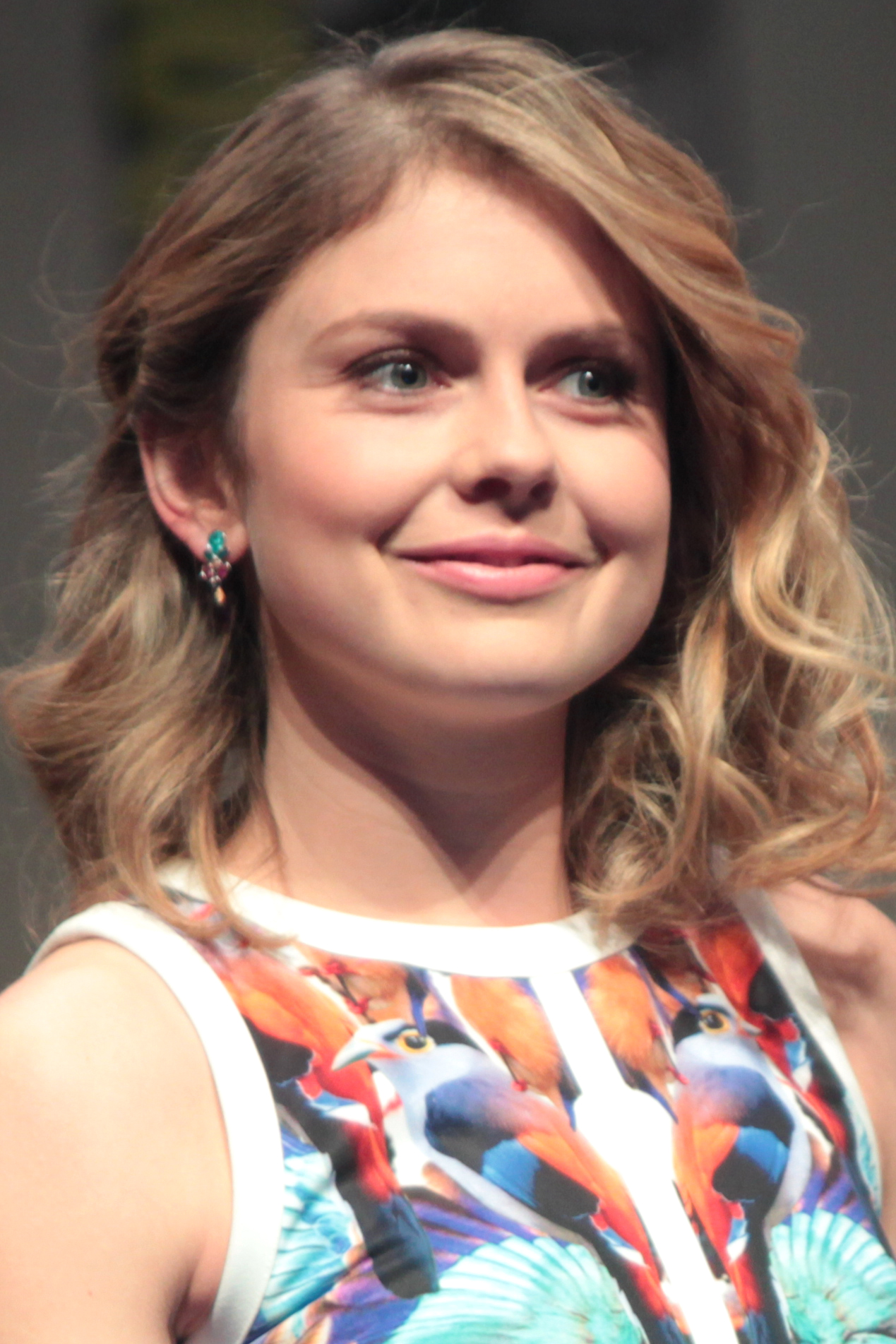
Rose McIver dans le rôle de Olivia « Liv » Moore
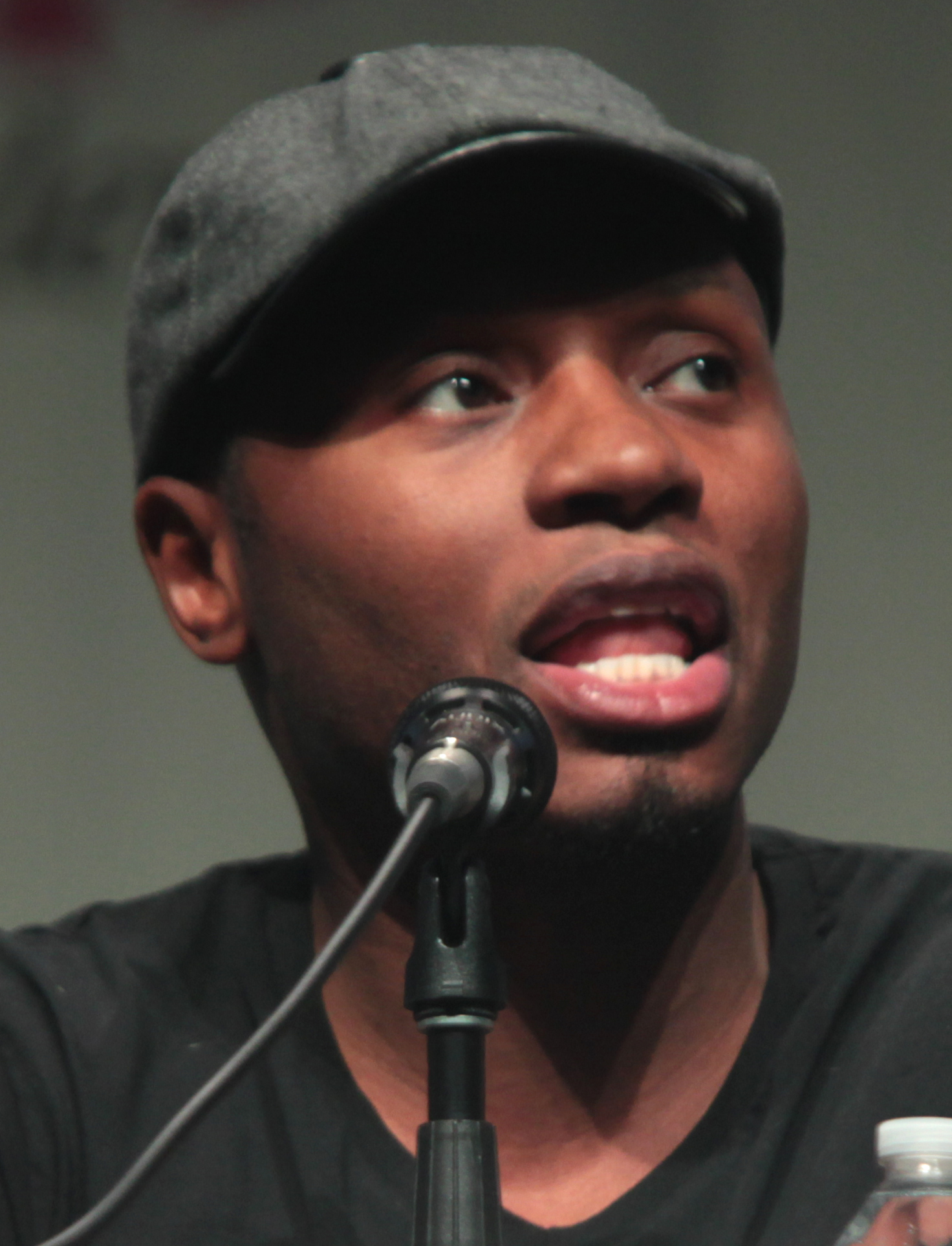
Malcolm Goodwin dans le rôle de Clive Babineaux
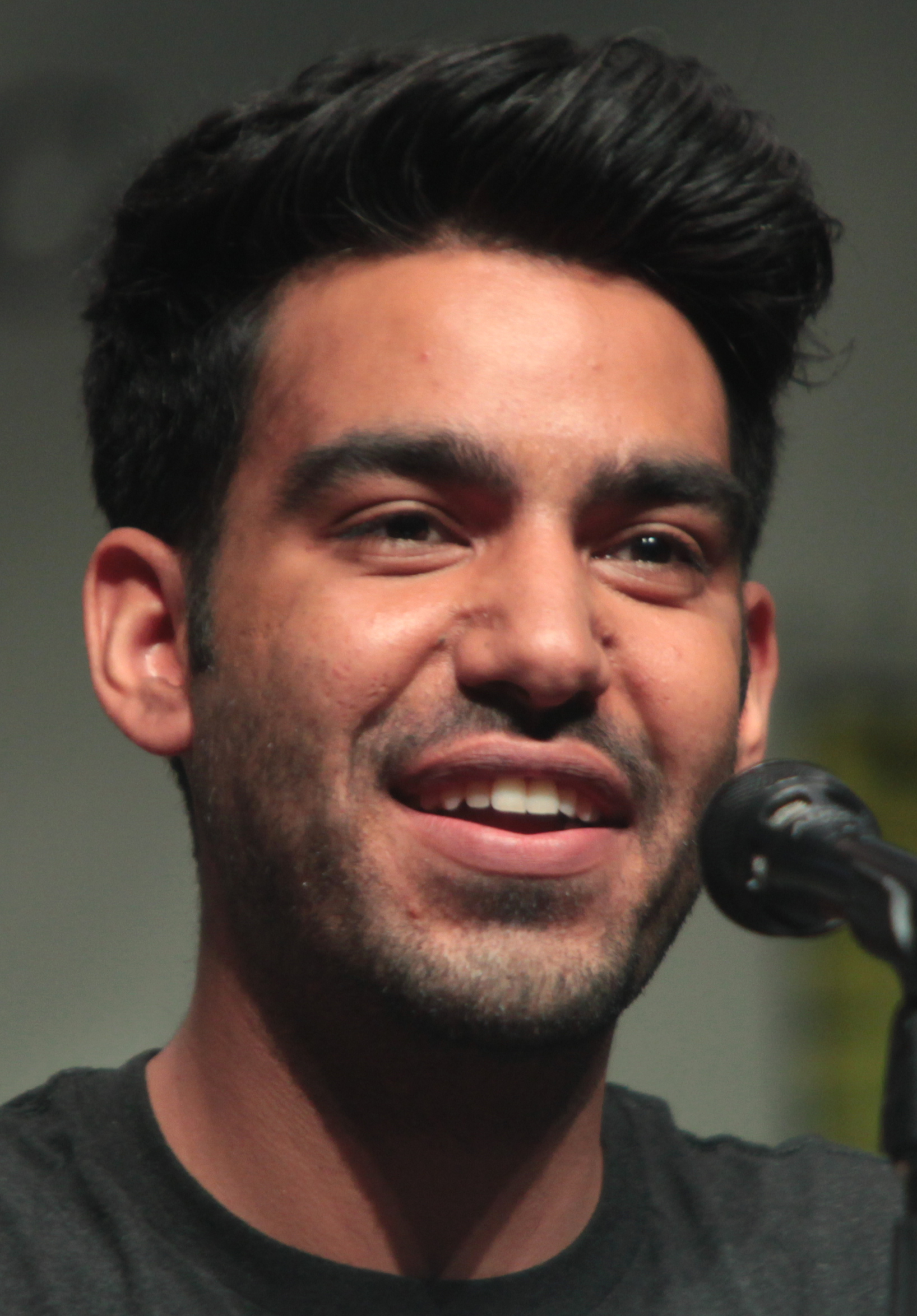
Rahul Kohli dans le rôle du Dr Ravi Chakrabarti
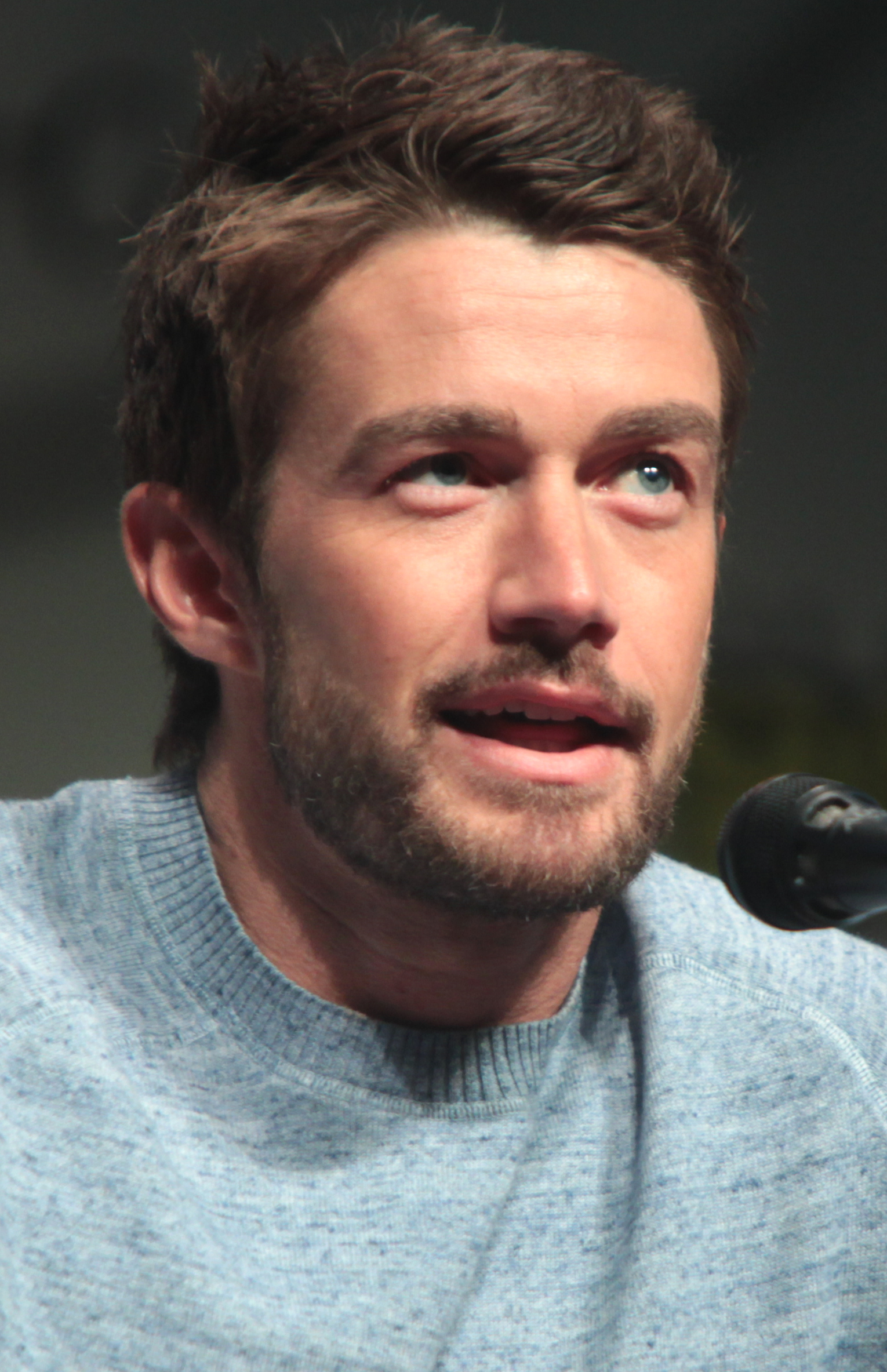
Robert Buckley dans le rôle de Major Lilywhite
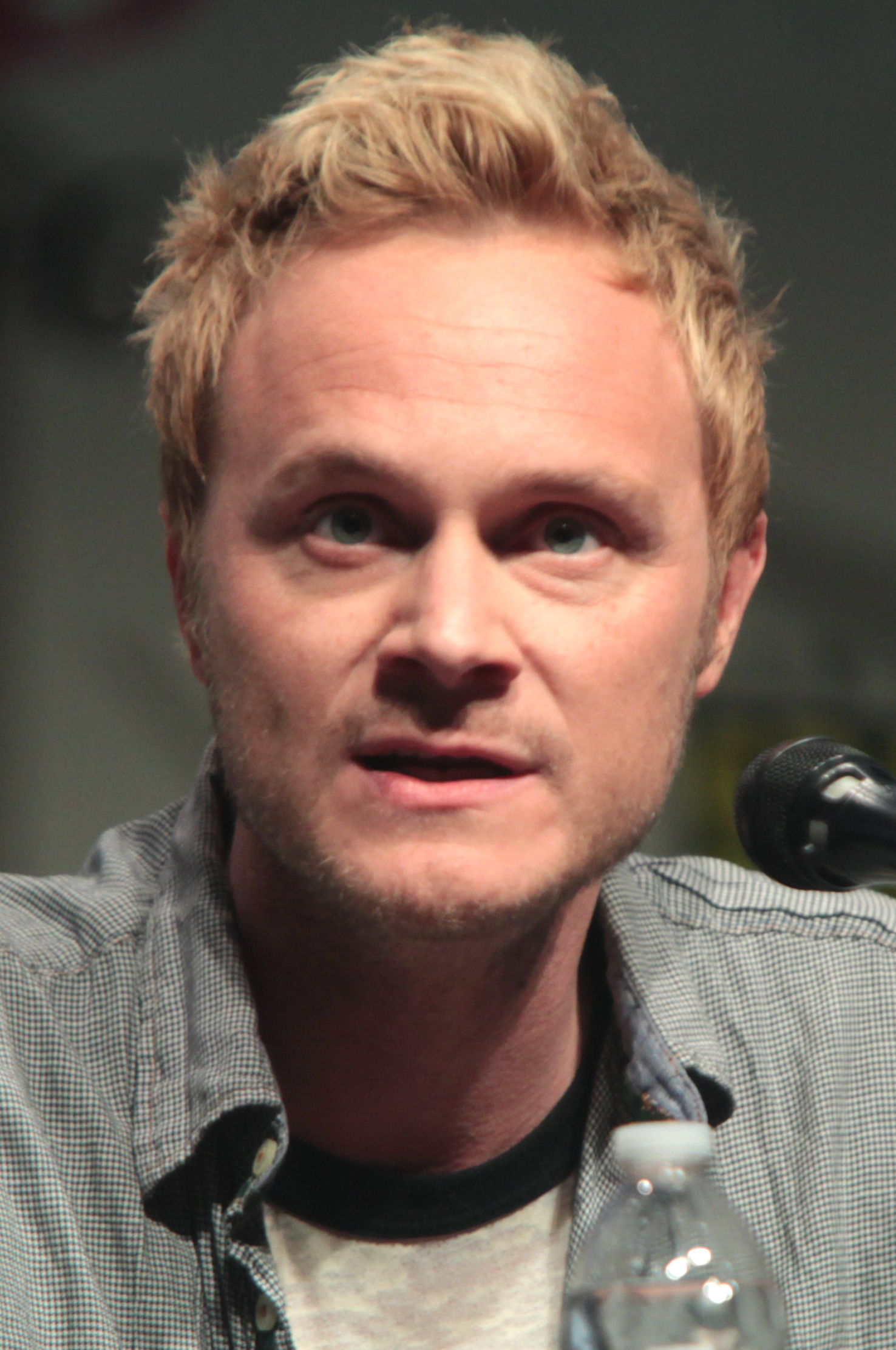
David Anders dans le rôle de Blaine "DeBeers" McDonough
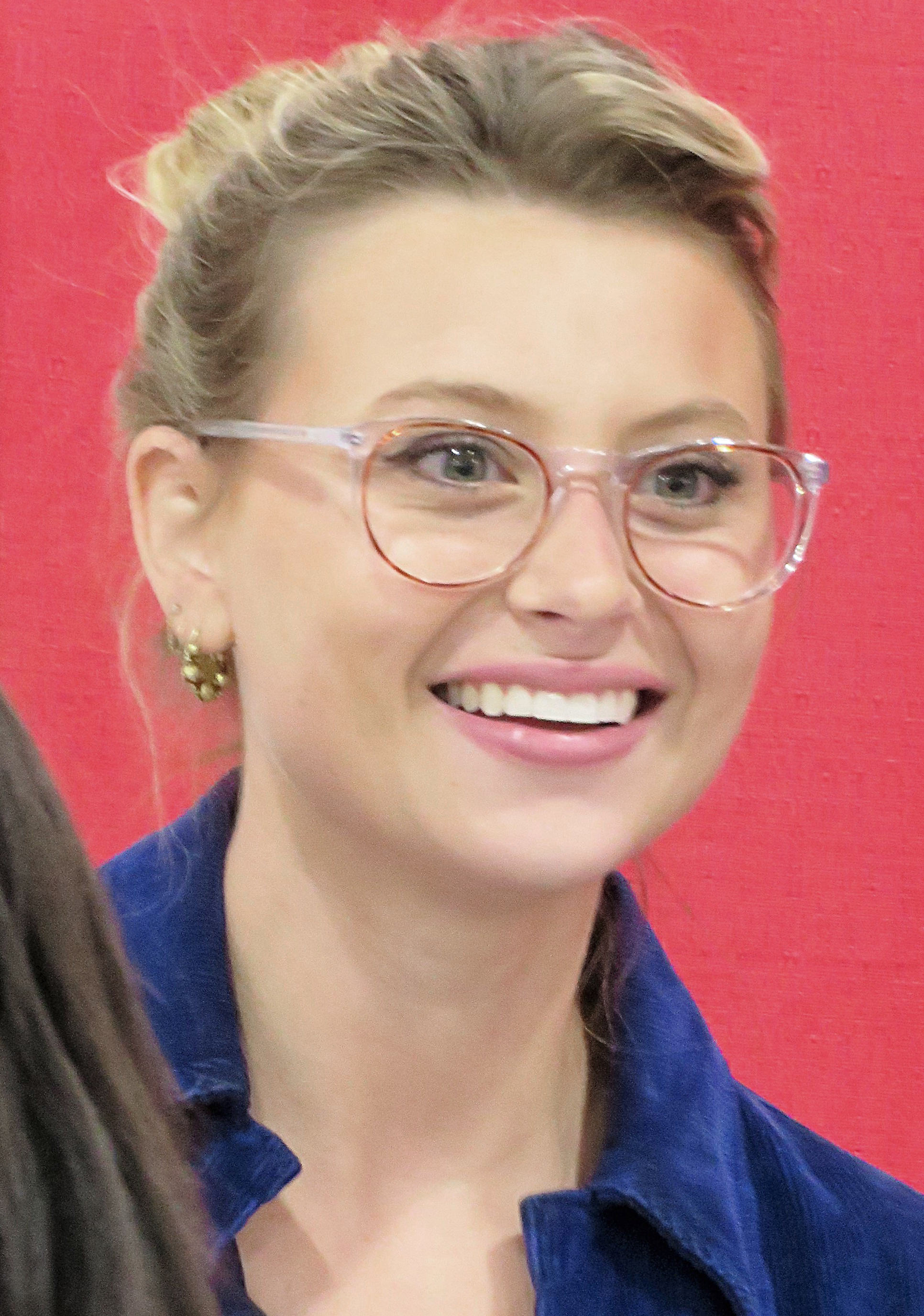
Alyson Michalka interprète Peyton Charles
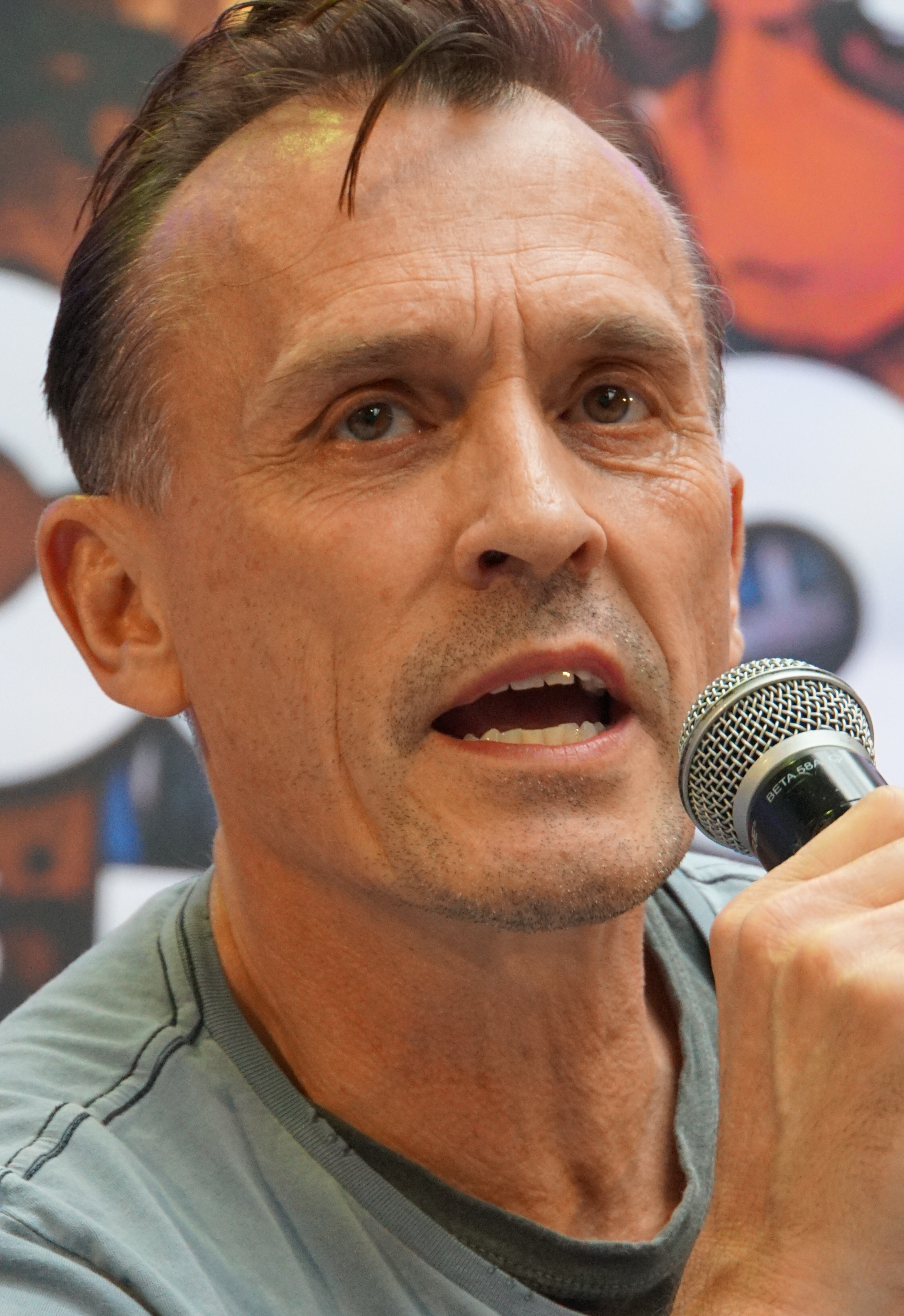
Robert Knepper dans le rôle d'Angus McDonough

### Acteurs récurrents
- Molly Hagan (VF : Brigitte Aubry) : Eva Moore, la mère de Liv (récurrente saison 1, invitée saison 2 et 5)
- Nick Purcha (VF : Julien Crampon) : Evan Moore, le frère de Liv (récurrent saison 1, invité saison 2 et 5)
- Steven Weber (VF : Cyrille Monge) : Vaughn Du Clark (saisons 1 et 2)
- Leanne Lapp (VF : Marie Tirmont) : Rita Du Clark, la fille de Vaughn (invitée saison 1, récurrente saison 2)
- Aleks Paunovic (en) (VF : Julien Meunier) : Julien Dupont (saison 1)
- Bradley James (VF : Damien Witecka) : Lowell Tracy (saison 1)
- Hiro Kanagawa (VF : Stéphane Fourreau) : Lieutenant Suzuki (saison 1)
- Jessica Harmon (VF : Armelle Gallaud) : Dale Bozzio (récurrente saison 2, 4 et 5, invitée saison 3)
- Eddie Jemison (VF : Marc Perez) : Mr. Boss (récurrent saisons 2 et 5, invité saison 3)
- Greg Finley (VF : Valentin Merlet) : Drake (récurrent saison 2, invité saison 3)
- Andrea Savage (VF : Marjorie Frantz) : Vivian Stoll (invitée saison 2, récurrente saison 3)
- Aidan Kahn (VF : François Santucci) : Zack Stoll (saison 3)
- Andrew Caldwell (en) (VF : Benjamin Penamaria) : Harley Johns (saison 3)
- Tongayi Chirisa (en) (VF : Jean-Baptiste Anoumon) : Justin Bell (saison 3)
- Kurt Evans (VF : Xavier Fagnon) : Floyd Baracus, le maire de Seattle (saison 2 à 4)
- Robert Salvador (VF : Nicolas Dangoise) : inspecteur Cavanaugh (saison 3 à 5)
- Jason Dohring (VF : Anatole de Bodinat) : Chase Graves, le chef de Filmore-Graves (saison 3 et 4)
- Jade Payton (VF : Ludivine Maffren) : Jordan (saison 4)
- Christie Laing (VF : Déborah Claude) : Michelle (récurrente saison 4, invitée saison 5)
- Daniel Bonjour (en) (VF : Pascal Nowak) : Levon (saison 4)
- Izabela Vidovic (en) (VF : Adeline Chetail) : Izobel (saison 4)
- Emy Aneke : Matthew Voss (saison 5)
- John Emmet Tracy (VF : Franck Monsigny) (saison 4) (VF : Thierry Gondet) (saison 5): Enzo Lambert
- Jennifer Irwin (VF : Brigitte Virtudes) : Dolly Durkins (saison 5)
- Bill Wise (en) (VF : Jean-François Vlérick) : Martin Roberts (saison 5)
- Elfina Luk (VF : Charlotte Junière) : Joyce Collins (saison 5)
Version française
  - Société de doublage : TVS[6],[7]
  - Direction artistique : Marie-Eugénie Maréchal[7]
  - Adaptation des dialogues : Hélène Jaffres et Vanessa Chouraqui[7]

 Source et légende : version française (VF) sur RS Doublage et Doublage Séries Database

## Production

### Développement
Le 8 mai 2014, The CW annonce avoir commandé une première saison pour l’adaptation de la série de comic book iZOMBIE. Elle est adaptée des comics de Chris Roberson et Mike Allred. Arrivée après Smallville, Arrow et The Flash, la série est la quatrième adaptation d'une série de comic book DC Comics diffusée par The CW.
Le 11 janvier 2015, The CW annonce le lancement de la série pour le 17 mars 2015.
Le 7 mai 2015, la série a été renouvelée pour une deuxième saison, de treize épisodes. Puis le 23 novembre 2015, The CW commande six épisodes additionnels, portant la saison à 19 épisodes.
Le 11 mars 2016, la série est renouvelée pour une troisième saison prévue pour la mi-saison de treize épisodes.
Le 16 novembre 2016, The CW annonce le lancement de la troisième saison au 4 avril 2017.
Le 10 mai 2017, The CW annonce que la série est renouvelée pour une quatrième saison.
Le 11 mai 2018, The CW annonce que la série est renouvelée pour une cinquième saison, qui sera la dernière.

### Attribution des rôles
L'attribution des rôles a débuté en février 2014 : Malcolm Goodwin, Aly Michalka (Peyton) et David Anders, Robert Buckley, Nora Dunn (Eva), Rose McIver et Rahul Kohli.
Après avoir commandé la série, le rôle de Peyton a été recasté et attribué à Alyson Michalka, devenu récurrent, puis le rôle d'Eva, la mère de Liv, a aussi été recasté en août 2014 et attribué à Molly Hagan.
Parmi les invités de la première saison : Ryan Hansen, Percy Daggs III, Steven Weber et Aleks Paunovic pour un rôle récurrent.
En juillet 2017, Robert Knepper est promu à la distribution principale. En novembre, Izabela Vidovic rejoint la distribution.
En septembre 2018, Bryce Hodgson rejoint la distribution principale de la série pour la saison 5.

## Épisodes

### Première saison (2015)
Elle a été diffusée du 17 mars au 9 juin 2015.
1. La Mort me va si bien (Pilot)
2. Méninges à trois (Brother, Can You Spare A Brain ?)
3. L'Exterminateur (The Exterminator)
4. L'Attaque du cobra bleu (Liv and Let Clive)
5. Le Vol des morts-vivants (Flight of the Living Dead)
6. Vengeance 2.0 (Virtual Reality Bites)
7. Les Joies de la maternité (Maternity Liv)
8. Mort sur les ondes (Dead Air)
9. L'Instinct du tueur (Patriot Brains)
10. M. Frappadingue (Mr. Berserk)
11. Le Diable au corps (Astroburger)
12. Rat défunt, rat vivant, rat brun, rat blanc (Dead Rat, Live Rat, Brown Rat, White Rat)
13. Le Monde selon Blaine (Blaine's World)

### Deuxième saison (2015-2016)
Elle a été diffusée du 6 octobre 2015 au 12 avril 2016.
1. Liv la grincheuse (Grumpy Old Liv)
2. La vie est une fête, mon frère (Zombie Bro)
3. Une mondaine à la morgue (Real Dead Housewife of Seattle)
4. Même les cow-girls ont du blues à l'âme (Even Cowgirls Get The Black & Blues)
5. Amour et Basket-ball (Love & Basketball)
6. Quitte ou double (Max Wager)
7. Abracadavre (Abra Cadaver)
8. Déraison et Sentiments (The Hurt Stalker)
9. Les Super-héros de Seattle (Cape Town)
10. Règlement de comptes à Zombie High (Method Head)
11. Cinquante nuances de matière grise (Fifty Shades of Grey Matter)
12. Hashtag Liv (Physician, Heal Thy Selfie)
13. Mythozombie (The Whopper)
14. De l'importance d'être content (Eternal Sunshine of the Caffeinated Mind)
15. La Théorie du verre à moitié plein (He Blinded Me... With Science)
16. Mises à nu (Pour Some Sugar, Zombie)
17. Retour de la Liv d'avant (Reflections of the Way Liv Used to Be)
18. Le Début de la faim (Dead Beat)
19. Les Zombies contre-attaquent (Salivation Army)

### Troisième saison (2017)
Elle a été diffusée du 4 avril jusqu'au 27 juin 2017.
1. L'Armée des zombies (Heaven Just Got A Little Smoother)
2. Les Zombies le savent bien (Zombie Knows Best)
3. Mange, prie, tue (Eat, Pray, Liv)
4. Tourner sa langue sept fois (Wag the Tongue Slowly)
5. La Dominatrice (Spanking the Zombie)
6. La Paumée magnifique (Some Like It Hot Mess)
7. Cas d'école (Dirt Nap Time)
8. Le Cascadeur (Eat a Kinevel)
9. Dé à vingt faces (Twenty-Sided, Die)
10. Le Retour du mort vivant (Return of the Dead Guy)
11. Complotite aigüe (Conspiracy Weary)
12. À l'aube du jour J, 1re partie (Looking for Mr. Goodbrain, Part 1)
13. À l'aube du jour J, 2e partie (Looking for Mr. Goodbrain, Part 2)

### Quatrième saison (2018)
Elle a été diffusée du 26 février jusqu'au 28 mai 2018.
1. Des Zombies et des hommes (Are You Ready for Some Zombies?)
2. Les Bleus (Blue Bloody)
3. Voir Seattle et mourir, 1re partie (Brainless in Seattle, Part 1)
4. Voir Seattle et mourir, 2e partie (Brainless in Seattle, Part 2)
5. Dans la peau d'un goon (Goon Struck)
6. Le Retour de la reine (My Really Fair Lady)
7. Liv libertine (Don't Hate the Player, Hate the Brain)
8. La Chevalerie n'est plus (Chivalry Is Dead)
9. Mc Liv'ide (Mac-Liv Moore)
10. Action Zombie (Yipee Ki Brain, Motherscratcher)
11. Le Fou des germes (Insane in the Germ Brain)
12. Constante de planque (You've Got to Hide Your Liv Away)
13. Aux hommes de bonne volonté (And He Shall Be a Good Man)

### Cinquième saison (2019)
Cette dernière saison a été diffusée du 2 mai 2019 au 1er août 2019 sur The CW.
1. Explosion de violence (Thug Death)
2. Poids mort (Dead Lift)
3. La Danse de ta mort (Five, Six, Seven, Ate!)
4. Point zom (Dot Zom)
5. La Mort n'attend pas (Death Moves Pretty Fast)
6. L'Entremetteuse (The Scratchmaker)
7. Le Cerveau du chef (Filleted to Rest)
8. Un meurtre, deux concurrents (Death of a Car Salesman)
9. Une reine toute fraîche (The Fresh Princess)
10. Sombre affaire (Night and the Zombie City)
11. Meurtre, strass et paillettes (Killer Queen)
12. Au revoir, les zombies (Bye, Zombies)
13. Tout est bien qui finit bien (All's Well That Ends Well)

## Audiences

### Aux États-Unis
L'épisode pilote, diffusé le 17 mars 2015 sur The CW, a réalisé une audience de 2,29 millions de téléspectateurs avec un taux de 0,8 % sur les 18-49 ans, qui est la tranche d'âge ciblée par les annonceurs, soit un lancement convenable pour une série diffusée sur la CW.
La première saison a réalisé une audience moyenne de 1,755 millions de téléspectateurs avec un taux de 0,65 % sur les 18-49 ans.
La deuxième saison a réalisé une audience moyenne de 1,330 millions de téléspectateurs avec un taux de 0,53 % sur les 18-49 ans.
La troisième saison a réalisée une audience moyenne de 870 000 téléspectateurs avec un taux de 0,31 % sur les 18-49 ans.
La quatrième saison a réalisée une audience moyenne de 754 000 téléspectateurs avec un taux de 0,25 % sur les 18-49 ans.
La cinquième et dernière saison a réalisée une audience moyenne de 654 000 téléspectateurs avec un taux de 0,19 % sur les 18-49 ans.

## Produits dérivés

### Sorties DVD et Blu-ray
| Intitulé du coffret | Nombre d'épisodes | Dates de sortie                                      | Dates de sortie                     | Nombre de disques | Société de distribution                                     |
| Intitulé du coffret | Nombre d'épisodes | États-Unis (Zone 1) (Blu-ray fabriqués à la demande) | France (Zone 2) (uniquement en DVD) | Nombre de disques | Société de distribution                                     |
| ------------------- | ----------------- | ---------------------------------------------------- | ----------------------------------- | ----------------- | ----------------------------------------------------------- |
| Saison 1            | 13                | 29 septembre 2015 (DVD) 12 juillet 2016 (Blu-ray)    | 6 avril 2016                        | 3                 | Warner Home Video (DVD) Warner Archive Collection (Blu-ray) |
| Saison 2            | 19                | 12 juillet 2016                                      | 29 mars 2017                        | 4                 | Warner Home Video (DVD) Warner Archive Collection (Blu-ray) |
| Saison 3            | 13                | 3 octobre 2017                                       | 19 décembre 2018                    | 3                 | Warner Home Video (DVD) Warner Archive Collection (Blu-ray) |